# サギ
サギ（鷺）は、ペリカン目サギ科 (Ardeidae) に属する水鳥の総称である。雪客（せっかく）、白鳥（はくちょう）、雪鷺（せつろ）、糸禽（しきん）、舂鋤（しょうじょ）という異称もある。

## 外観
外観はコウノトリやツルに姿が似て、長い脚と嘴を持つが全く別の種で、大きさはコウノトリやツルより小さい。体色は多く灰色から白、黒のものもあり、また季節により体色が変わるものもある。サギのうち羽が白いダイサギ・チュウサギ・コサギ・アマサギ（アマサギは冬羽のみ）は白鷺（しらさぎ）と呼ぶことがある。

## 分布
サギ科は世界に65種、日本に19種が生息する。日本では、アオサギ、ゴイサギ、ダイサギなどを見ることが出来る。日本では留鳥、冬鳥、夏鳥の種に分かれる。

## 生態

### 採餌
川や水田などを餌場とし、魚や両生類、爬虫類、更には哺乳類や鳥類までも捕食する。稲刈り時には剥き出しになった稲田のカエルなどを狙ってコンバインの後ろを付いてくる姿も珍しくない。

## コロニー
巣は見晴らしの良い高木性の樹の上に設け、コロニーを形成する。コロニーにおいては、特定の種が固まる性質はなく、同じ木にダイサギとコサギが巣をかけることも珍しくはない。コロニーは、天敵からの攻撃を防ぐために、河川敷などが選ばれることが多いが、近年は個体数の増加から、寺社林に形成する例も増え、糞害などが問題とされることがある。

## 人間との関係

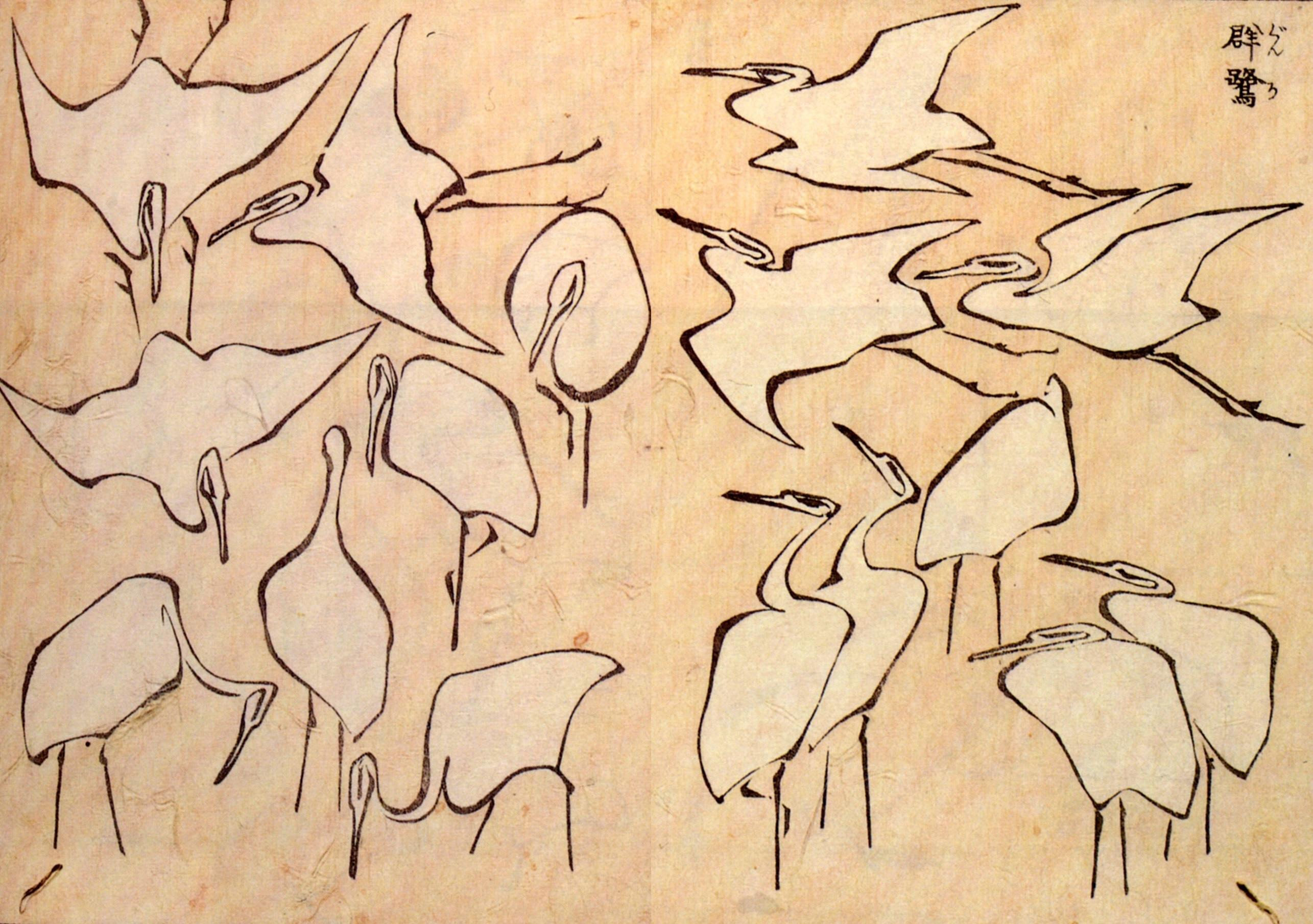
『一筆画譜』より「群鷺」。

日本鳥類保護連盟の神崎高歩によると、サギ類は小魚やオタマジャクシなどを巣に運ぶときに、飛翔中に吐き出してしまうことがあるという。これらが路上などに散乱している光景は、水田付近に居住する人々にとってはごく普通の光景であるが、このような光景を初めて見る人にとっては非常に不思議なことであり、しばしば騒動になって新聞などで報道されることがある。
『吾妻鑑』建保3年（1215年）8月22日条、11月8日条には、「鷺の怪（け）に会った」という記述がある。13世紀初め、地震が多い時期ということもあって、関連付けられて記述されているが、どのような怪異であったかの記述はない。また、鷺の妖怪として、青鷺火がいる。